# 新寨镇 (印江县)
新寨镇，是中华人民共和国贵州省铜仁市印江土家族苗族自治县下辖的一个乡镇级行政单位。
2015年3月18日，贵州省人民政府批复同意印江县乡镇行政区划调整，新设置的新寨镇辖原新寨乡（除划归峨岭街道管辖的小云村、大云村、黔溪村、上槽村、小泽村外），镇人民政府驻新寨村。

## 行政区划
新寨镇下辖以下地区：
新寨村、团山村、善都村、干家村、茶园村、雁水村、卷子村、新坪村、撕栗村、后坝村、凯望村、龙塘村、泗塘村、凤和村、高峰村、乐洋村、板山村、陈家村、晋家村、旦坡村和龙井村。